# Галльвіль
Галльвіль (нім. Hallwil) — громада  в Швейцарії в кантоні Ааргау, округ Ленцбург.

## Географія
Громада розташована на відстані близько 70 км на північний схід від Берна, 13 км на південний схід від Аарау.
Галльвіль має площу 2,2 км², з яких на 18,6% дозволяється будівництво (житлове та будівництво доріг), 69,1% використовуються в сільськогосподарських цілях, 12,3% зайнято лісами, 0% не є продуктивними (річки, льодовики або гори).

## Демографія
2019 року в громаді мешкало 879 осіб (+14,5% порівняно з 2010 роком), іноземців було 19,5%. Густота населення становила 403 осіб/км².
За віковим діапазоном населення розподілялося таким чином: 17,6% — особи молодші 20 років, 65,2% — особи у віці 20—64 років, 17,2% — особи у віці 65 років та старші. Було 381 помешкань (у середньому 2,3 особи в помешканні).
Із загальної кількості 277 працюючих 13 було зайнятих в первинному секторі, 113 — в обробній промисловості, 151 — в галузі послуг.